# Ретатрутид
Ретатрутид (retatrutide) — це експериментальний лікарський засіб для лікування ожиріння, розроблений американською фармацевтичною компанією Eli Lilly and Company. Це інноваційний потрійний агоніст рецепторів гормонів, що впливає на GLP-1, GIP та глюкагонові рецептори.

## Структура і хімічні властивості
Ретатрутид має складну пептидну структуру з кількома унікальними хімічними модифікаціями. Основна послідовність амінокислот ретатрутиду виглядає наступним чином: YA¹QGTFTSDYSIL²LDKK⁴AQA¹AFIEYLLEGGPSSGAPPPS³ 
У цій послідовності є чотири специфічні модифікації:
1. A¹ - замість аланіну використовується 2-аміноізобутирова кислота (AiB).
2. L² - до лейцину додано альфа-метильну групу (MeL, 2-метиллейцин).
3. S³ - до C-кінцевого серину додано аміногрупу.
4. K⁴ - до лізину приєднана модифікаційна група (AEEA)-гамма-Glu-C20 діацид.
Хімічна формула ретатрутиду: C₂₂₃H₃₄₃F₃N₄₆O₇₀.
Молярна маса ретатрутиду становить 4845,444 г/моль.
Ця складна структура дозволяє ретатрутиду ефективно взаємодіяти з трьома різними рецепторами гормонів (GLP-1, GIP та GCGR), що забезпечує його потужний вплив на метаболізм та регуляцію ваги.

## Механізм дії
Ретатрутид працює, імітуючи дію трьох важливих гормонів:
- GLP-1 (глюкагоноподібний пептид-1)
- GIP (глюкозозалежний інсулінотропний поліпептид)
- Глюкагон
Ці гормони відіграють ключову роль у регулюванні голоду, метаболізму жирів та рівня цукру в крові. Націлюючись на кілька рецепторів, ретатрутид забезпечує більш комплексний ефект порівняно з іншими лікарськими засобами, які впливають лише на один або два шляхи .

## Застосування
Основні напрямки застосування ретатрутиду включають:
1. Лікування ожиріння: у клінічних випробуваннях засіб продемонстрував здатність допомагати людям втрачати понад 20% маси тіла [2].
2. Лікування діабету 2 типу: ретатрутид допомагає регулювати рівень цукру в крові, одночасно сприяючи зниженню ваги [2].
3. Лікування жирової хвороби печінки: засіб показав потенціал у зменшенні жиру в печінці [2].

## Клінічні дослідження

### Ожиріння
У фазі 2 клінічних випробувань ретатрутид продемонстрував значне зниження ваги:
- До 17,5% середнього зниження ваги через 24 тижні 
- До 24,2% середнього зниження ваги через 48 тижнів 
Учасники, які отримували найвищу дозу ретатрутиду (12 мг), втратили в середньому майже 26,3 кг за 48 тижнів лікування .

### Діабет 2 типу

#### Зниження рівня HbA1c
- Зниження на 1,3-2,0% при дозах 4-12 мг протягом 24 тижнів [4]
- Найбільше зниження (-2,02%) спостерігалося у групі, що отримувала 12 мг ретатрутиду [5]

#### Покращення глікемічного контролю
- До 82% учасників досягли рівня HbA1c нижче 6,5% [6]
- До 31% учасників досягли рівня HbA1c нижче 5,7%, що вважається нормоглікемією [6]

#### Вплив на інсулін та С-пептид
Зниження рівня інсуліну натще на 70,9% при дозах 4 мг і вище через 48 тижнів 
Зниження концентрації С-пептиду на 50,5% при дозах 8 мг і вище через 48 тижнів 

#### Покращення чутливості до інсуліну
Значне покращення показника HOMA2-IR (модель оцінки гомеостазу інсулінорезистентності):
- Зниження до 69,3% при розрахунку з інсуліном натще
- Зниження до 54,5% при розрахунку з С-пептидом [7]

#### Нормалізація глікемії
72% учасників з предіабетом на початку дослідження повернулися до нормоглікемії після лікування ретатрутидом 

## Спосіб застосування
Ретатрутид вводиться у вигляді підшкірної ін'єкції один раз на тиждень. Він має період напіввиведення приблизно 6 днів, що забезпечує тривалий ефект .

## Побічні ефекти
Найпоширенішими побічними ефектами були шлунково-кишкові розлади (нудота, блювання, пронос, здуття живота), переважно легкого або помірного ступеня тяжкості. Побічні ефекти залежали від дози і могли бути частково пом'якшені використанням нижчої початкової дози.

## Поточний статус
Станом на грудень 2024 року ретатрутид ще не схвалений FDA. Він знаходиться на стадії клінічних випробувань фази 3 (програма TRIUMPH) для подальшої оцінки його ефективності та безпеки у лікуванні ожиріння.
Патентний статус ретатрутиду є предметом суперечки між компанією Eli Lilly та Управлінням з продовольства і медикаментів США (FDA). 

### Поточна класифікація
FDA класифікувало ретатрутид як звичайний лікарський засіб (drug), а не як біологічний препарат (biological product) . Це має значні наслідки для патентного захисту та ринкової ексклюзивності.

### Судовий позов Eli Lilly
3 вересня 2024 року Eli Lilly подала позов проти FDA, оскаржуючи класифікацію ретатрутиду . Компанія стверджує, що FDA неправильно класифікувало ретатрутид як звичайний лікарський засіб, а не як біологічний препарат.

### Значення класифікації
Класифікація препарату має суттєвий вплив на його патентний захист:
- Як звичайний лікарський засіб, ретатрутид отримає 5 років ринкової ексклюзивності [9].
- Якщо ретатрутид буде класифіковано як біологічний препарат, він отримає 12 років гарантованої ексклюзивності [9].

### Аргументи Eli Lilly
Компанія оскаржує рішення FDA на таких підставах:
1. Визначення "білок" від FDA, яке враховує лише альфа-амінокислоти для досягнення порогу в 40 амінокислот [8].
2. Твердження, що ретатрутид є принаймні "аналогічним" до білка і тому повинен класифікуватися як біологічний препарат [8].

#### Потенційні наслідки
Якщо Eli Lilly виграє справу і отримає статус біологічного препарату для ретатрутиду:
- Це може продовжити ексклюзивність препарату до майже 2040 року [9].
- Додаткові показання для лікування (наприклад, метаболічно-асоційована хвороба печінки  або серцево-судинні захворювання) можуть ще більше продовжити цей період [9].

Станом на грудень 2024 року справа перебуває на розгляді в Окружному суді Південного округу Індіани, і графік розгляду ще не встановлено .
1. ↑  Compound: RETATRUTIDE (CHEMBL5095485). www.ebi.ac.uk. Процитовано 9 грудня 2024.
2. 1 2 3 4  Aslam, Uzma. Retatrutide Uses, Side Effects, Availability and More. thecarepharmacy.com (англійська) . Процитовано 9.12.2024.
3. 1 2 3 4  Jastreboff, Ania M.; Kaplan, Lee M.; Frías, Juan P.; Wu, Qiwei; Du, Yu; Gurbuz, Sirel; Coskun, Tamer; Haupt, Axel; Milicevic, Zvonko (9 серпня 2023). Triple–Hormone-Receptor Agonist Retatrutide for Obesity — A Phase 2 Trial. New England Journal of Medicine. Т. 389, № 6. с. 514—526. doi:10.1056/NEJMoa2301972. ISSN 0028-4793. Процитовано 9 грудня 2024.
4. ↑  American Diabetes Association Highlights Novel Agent Retatrutide which Results in Substantial Weight Reduction in People with Obesity or Type 2 Diabetes During Late Breaking Symposium | American Diabetes Association. diabetes.org (англ.). Процитовано 9 грудня 2024.
5. ↑  Mistry, Neel (22 серпня 2023). Retatrutide associated with improved glycemic control and bodyweight reduction in type 2 diabetes | 2 Minute Medicine (амер.). Процитовано 9 грудня 2024.
6. 1 2  tsdevops (11 липня 2023). Phase 2 trial results demonstrate benefits of retatrutide in obesity, type 2 diabetes, NASH. ADA Meeting News (амер.). Процитовано 9 грудня 2024.
7. 1 2 3 4  Sanyal, Arun J.; Kaplan, Lee M.; Frias, Juan P.; Brouwers, Bram; Wu, Qiwei; Thomas, Melissa K.; Harris, Charles; Schloot, Nanette C.; Du, Yu (2024-07). Triple hormone receptor agonist retatrutide for metabolic dysfunction-associated steatotic liver disease: a randomized phase 2a trial. Nature Medicine (англ.). Т. 30, № 7. с. 2037—2048. doi:10.1038/s41591-024-03018-2. ISSN 1546-170X. Процитовано 9 грудня 2024.
8. 1 2 3 4 5  Burgess, Daniel Farraye, Brian (24 вересня 2024). Eli Lilly Files Suit Challenging the FDA’s Drug Classification of Retatrutide. Big Molecule Watch (амер.). Процитовано 9 грудня 2024.
9. 1 2 3 4  Knapp, Dave (4 вересня 2024). Retatrutide: Eli Lilly’s Bold Gamble for Biologic Status – What It Means for the Future of Obesity Treatment. On The Pen (англ.). Процитовано 9 грудня 2024.